# ناهوئل امیلانی
ناهوئل امیلانی (انگلیسی: Nahuel Omiliani؛ زادهٔ ۱ آوریل ۱۹۹۶)، بازیکن فوتبال اهل اسپانیا است.
از باشگاه‌هایی که در آن بازی کرده‌است می‌توان به باشگاه ورزشی تنریف و باشگاه فوتبال رئال مورسیا اشاره کرد.